# Truxtun (Schiff, 2009)
Die USS Truxtun (DDG-103) ist ein Zerstörer der United States Navy und gehört der Arleigh-Burke-Klasse an. Sie ist nach Commodore Thomas Truxtun benannt, einem frühen Marinehelden der US Navy und Kommandanten der Constellation und President.

## Geschichte
DDG-103 wurde 2002 in Auftrag gegeben. Die Kiellegung fand im April 2005 bei Ingalls Shipbuilding in Pascagoula, Mississippi statt. Während des Baus brach am 20. Mai 2006 ein schweres Feuer im Deckshaus aus. Neben der Werftfeuerwehr von Ingalls musste auch die Feuerwehr von Pascagoula ausrücken. Die Löschung dauerte mehrere Stunden, verwüstete das Schiff und verzögerte den Bau um Monate. So konnte das Schiff erst am 17. April 2007 vom Stapel gelassen werden, die Taufe der Truxtun fand am 2. Juni 2007 statt. Die Indienststellung fand am 25. April 2009 in Charleston statt. Der Zerstörer wurde in der Naval Station Norfolk stationiert.
Ihre erste Einsatzfahrt begann die Truxtun im Mai 2011, als sie die George H. W. Bush in arabische und europäische Gewässer begleitete. 2013 stellte das Schiff während der Dreharbeiten zu dem Film Captain Phillips das Schwesterschiff Bainbridge dar.
Während der Annexion der Krim 2014 durch Russland wurde das Schiff im März 2014 ins Schwarze Meer verlegt.
In Vorbereitung zu Operationen im Kampf gegen den IS verlegte die Truxtun gemeinsam mit dem Flugzeugträger George H. W. Bush sowie den Zerstörern Arleigh Burke und O’Kane im Juni 2014 in den Persischen Golf.